# Леди-ястреб
«Леди-ястреб» (англ. Ladyhawke) — американский фильм 1985 года в жанре средневекового фэнтези, снятый режиссёром Ричардом Доннером. Главные роли исполнили Мэттью Бродерик, Рутгер Хауэр и Мишель Пфайффер. Фильм рассказывает о молодом воре, который по воле случая становится спутником воина и его дамы, за которыми охотится епископ Аквилы. Узнав о прошлом и тайне этой пары, он решает помочь им одолеть силы епископа: стражников, охотника на волков и дьявольское проклятие.
На 58-й церемонии вручения премий «Оскар» картина была номинирована в категориях «Лучший звук» и «Лучший звуковой монтаж», но не выиграла ни одной награды. «Леди-ястреб» получила премию «Сатурн» как лучший фэнтези-фильм и была номинирована в категориях «Лучшая женская роль» (Мишель Пфайффер) и «Лучшая музыка» (Эндрю Пауэлл). 

## Сюжет
В средневековой Италии Филипп Гастон — воришка по прозвищу Мышь, находится в темнице епископа Аквилы. Филиппу удаётся бежать из крепости, чудом избежав казни. В одном из трактиров стражники епископа под предводительством капитана Марке перехватывают его. Бывший капитан стражи Этьен Наваррский спасает воришку и побеждает Марке со стражниками. Наварро и Филипп сбегают на лошади, а ястреб Этьена нападает на других стражников, помогая им бежать.
Наварро и Филипп останавливаются на ночь в крестьянском амбаре. Фермер нападает на Филиппа с топором, но огромный чёрный волк защищает его и убивает фермера. Филипп ищет Наварро в амбаре, но обнаруживает красивую молодую женщину, закутанную в плащ Наварро, которая уходит гулять с волком.
Утром Наварро возвращается, рассказывает о своем намерении убить епископа и просит Филиппа помочь ему проникнуть в Аквилу. Филипп отказывается, и Наварро привязывает его к дереву. В ту ночь Филипп снова встречает женщину и убеждает её разрезать верёвки. На следующий день он попадает в плен к стражникам епископа, которые используют его, чтобы устроить засаду для Наварро. Во время засады Наварро и его ястреб ранены арбалетными болтами, но Наварро удаётся победить стражников епископа и спасти Филиппа.
Наварро приказывает Филиппу взять тяжелораненого ястреба и поехать за помощью в разрушенный замок монаха по имени Империус. Ястреба держат в запертой комнате, но любопытный Филипп взламывает замок и обнаруживает внутри женщину, грудь которой пробита болтом. Обработав её рану, Империус объясняет, что это Изабелла Анжуйская, которая когда-то отказала епископу в его настойчивых ухаживаниях. После того как пьяный Империус проболтался о том, что тайно обвенчал Наварро и Изабо, разгневанный епископ наложил на пару дьявольское проклятие. Рыцарь от захода солнца до восхода становится волком, а красавица от восхода до заката — ястребом; их судьба — «всегда быть рядом и никогда не быть вместе. Пока есть день и ночь». Перед самым рассветом в замок Империуса вторгаются солдаты епископа; спасаясь, Изабо падает с башни, но Филипп успевает удержать её на мгновение и отпускает в тот момент, когда рассвет превращает Изабо в ястреба, и она улетает.
Когда Наварро догоняет его, Империус говорит ему, что проклятие может быть снято, если пара предстанет перед епископом как люди, в «день без ночи и ночь без дня». Наварра не верит словам Империуса, называя его старым пьяницей, и продолжает свой путь к Аквиле, намереваясь убить епископа ради мести. Теперь Филипп, втянутый в историю влюбленных, добровольно соглашается сопровождать их. После опасной встречи с охотником на волков, Филипп спасает жизнь Наварро, который проваливается под лёд в замерзшей реке, завоевывает его дружбу и убеждает его попытаться снять проклятие, прежде чем убить епископа.
Ночью Империус и Изабо тайно перевозят волка-Наварро в Аквилу, а Филипп плывет в крепость через канализацию, чтобы попасть в собор. Не увидев никакого божественного знамения в день, когда он и Изабо должны были вместе явиться в образе людей, Наварро возвращается к своему первоначальному плану убийства епископа. Он приказывает Империусу умертвить ястреба, если зазвонят колокола собора, что будет означать неудачу.
Филипп проникает в собор и отпирает двери. Наварро въезжает в собор и вступает в поединок с Марке. Заметив через разбитый витраж солнечное затмение, Наварро понимает, что Империус был прав — «день без ночи и ночь без дня» — это иносказательное описание солнечного затмения. Он пытается вернуться к Империусу, но не успевает помешать стражникам позвонить в колокол. Полагая, что Империус убил Изабо, Наварро продолжает борьбу и в конце концов убивает Марке.
Когда Наварро собирается казнить безоружного епископа, в собор входит Изабо в человеческом облике и останавливает его. Вместе она и Наварро предстают перед епископом и избавляются от проклятия. Обезумевший епископ пытается убить Изабо, но погибает от меча Наварро. Изабо и Наварро наконец обнимаются. Пара объявляет Филиппа Гастона своим лучшим и вернейшим другом, прощает все былые прегрешения Империусу, а монах выражает надежду, что увидит со временем юного воришку в раю. «Конечно, — говорит тот, — ведь если святой Пётр не впустит меня в райские врата, я к ним всегда подберу отмычку!»

## В ролях
- Мэттью Бродерик — Филипп Гастон, молодой воришка, известный по прозвищу «Мышь».
- Рутгер Хауэр — Этьен Наваррский, бывший капитан стражи Аквилы, за которым охотится епископ.
  - Четверо чёрных сибирских волков изображают Этьена в зверином облике.
- Мишель Пфайффер — Изабелла Анжуйская, дочь графа Анжуйского, за которой охотится епископ.
  - Две самки краснохвостого сарыча изображают Изабо в птичьем облике.
- Лео Маккерн — Империус, старый монах, живущий в разрушенном замке и раньше служивший епископу.
- Джон Вуд — епископ Аквилы, одержимый убийством Этьена и поимкой Изабо.
- Кен Хатчисон — Марке, нынешний капитан стражи.
- Альфред Молина — Сезар, охотник на волков, который служит епископу.
- Джанкарло Прете — Форнак, офицер стражи.

## Музыка
Музыку к фильму написал Эндрю Пауэлл, работавший в то время с группой The Alan Parsons Project в качестве композитора и аранжировщика. В роли звукорежиссёра выступил основатель группы — Алан Парсонс. Альбом саундтреков был выпущен в 1985 году и переиздан с дополнительными треками в 1995 году. 10 февраля 2015 года La-La Land Records выпустила ограниченным тиражом в 3000 экземпляров набор из двух дисков, который включает ранее не издававшуюся музыку и бонус-треки.

## Номинации
Фильм номинировался на премию Оскар (1986) за лучший звук и за лучший монтаж звуковых эффектов.

## Новеллизация
В 1985 году Джоан Виндж по сценарию фильма написала роман «Леди-ястреб» (англ. Ladyhawke).